# راي كالب
راي كالب (بالإنجليزية: Ray Culp) هو لاعب كرة قاعدة أمريكي، ولد في 6 أغسطس 1941 في إلجين في الولايات المتحدة.

## وصلات خارجية
- راي كالب على موقع دوري كرة القاعدة الرئيسي (الإنجليزية)
- راي كالب على موقعبيزبول رفرنس.كوم (الدوري الرئيسي) (الإنجليزية)
- راي كالب على موقعبيزبول رفرنس.كوم (الدوري الثانوي) (الإنجليزية)
- راي كالب على موقع إي إس بي إن.كوم (أم.أل.بي) (الإنجليزية)
- راي كالب على موقع مشجعي الرسوم البيانية (الإنجليزية)